# Egon Denz
Egon Denz (* 23. November 1899 in Schwarzenberg (Vorarlberg); † 15. Dezember 1979 in Innsbruck) war ein österreichischer Jurist, Politiker (NSDAP) und SS-Führer. Zur Zeit des Nationalsozialismus in Österreich war er Oberbürgermeister von Innsbruck.

## Leben
Denz war der Sohn eines Kleinbauern. Nach dem Schulbesuch am Gymnasium in Feldkirch nahm Denz als Kriegsfreiwilliger der Gemeinsamen Armee am Ersten Weltkrieg teil. Nach Kriegsende und Entlassung aus der Kriegsgefangenschaft absolvierte Denz ein Studium der Rechtswissenschaft an der Universität Innsbruck und war ab 1930 als selbstständiger Rechtsanwalt in Innsbruck tätig. Politisch betätigte er sich zunächst beim Landbund. Denz trat zum 8. März 1933 der NSDAP bei (Mitgliedsnummer 1.528.231).
Nach dem Anschluss Österreichs an das Deutsche Reich war er vom 12. März 1938 bis zum Kriegsende im Mai 1945 Oberbürgermeister von Innsbruck. Zudem war er bis Mai 1938 Stellvertreter des inoffiziellen Gauleiters der NSDAP von Tirol-Vorarlberg Edmund Christoph und danach Gauamtsleiter für Kommunalpolitik. Während der Novemberpogrome 1938 in Innsbruck ließ der Oberbürgermeister und Oberste Befehlshaber der Feuerwehr Denz die Brände nicht durch die Feuerwehr löschen. Am 11. September 1938 trat er der SS bei (SS-Nummer 309.084), in der er im Dezember 1939 den Rang eines SS-Standartenführers erreichte.
Während des Zweiten Weltkrieges war Denz ab 1943 in der Verwaltung des Obersten Kommissars in der „Operationszone Alpenvorland“ in Bozen unter Franz Hofer für das Ressort Inneres zuständig.
Nach Kriegsende befand sich Denz in alliierter Internierung und wurde aus ihr im Juni 1947 an österreichische Behörden übergeben. Durch das Volksgericht Innsbruck wurden Voruntersuchungen gegen Denz eingeleitet, das Verfahren jedoch eingestellt und Denz am 27. Oktober 1947 aus der Untersuchungshaft entlassen. Von November 1953 bis Dezember 1956 vertrat er den Verband der Unabhängigen im Stadtrat von Innsbruck.
Nach seinem Tod wurde Denz in einem Ehrengrab auf dem Westfriedhof von Innsbruck beigesetzt. Sein Sohn und Gemeinderat der FPÖ Elmar Denz klagte 1988 erfolglos gegen Anton Pelinka, weil dieser auf einer Gedenkveranstaltung zum fünfzigjährigen Jahrestag der „Reichskristallnacht“ seinen Vater als „prominenten Täter des Jahres 1938“ bezeichnet hatte.